# Орлово-Гайская волость
Орлово-Гайская во́лость — административно-территориальная единица, входившая в состав Новоузенского уезда Самарской губернии. 
Административный центр — село Орлов Гай.
Население волости составляли преимущественно русские и малороссы, православные.
В период до установления советской власти волость имела аппарат волостного правления, традиционный для таких административно-территориальных единиц Российской империи.
Волость располагалась по обеим сторонам реки Большой Узень. Согласно карте уездов Самарской губернии 1912 года волость граничила: на юге и юго-западе - с Куриловской волостью, на западе - с Алексашкинской волостью, на северо-западе и севере - с Краснянской волостью, на северо-востоке - с Новорепинской волостью, на востоке - с Осиново-Гайской волостью, на юго-востоке - с Николаевской волостью.
Территория бывшей волости является частью земель Ершовского, Дергачёвского и Новоузенского районов Саратовской области (административный центр области — город Саратов).

## Состав волости
| № | Населённые пункты (без хуторов) | Население (1889 год) | Население (1910 год)            | Преобладающие национальности, вероисповедания | Современное состояние             |
| - | ------------------------------- | -------------------- | ------------------------------- | --------------------------------------------- | --------------------------------- |
| 1 | село Золотуха                   | 432                  | 730                             | русские и малороссы, православные             | село, Дергачёвский район          |
| 2 | деревня Ильинка                 | -                    | 207                             | русские и малороссы, православные             | посёлок, Дергачёвский район       |
| 3 | село Киевка                     | 595                  | Передано в Николаевскую волость |                                               | село, Новоузенский район          |
| 4 | деревня Олонецкая               | 398                  | Передано в Николаевскую волость |                                               | село Олоновка, Новоузенский район |
| 5 | село Орлов Гай                  | 6927                 | 13284                           | русские, православные и раскольники           | село, Ершовский район             |